# Karoline Reinke
Karoline Reinke (* 18. Mai 1981 in Dortmund) ist eine deutsche Schauspielerin und Musikerin.

## Leben
Karoline Reinke ist die Tochter einer Augenärztin und eines Physikers und wuchs mit drei Brüdern in Dortmund auf. Ihr Abitur legte sie am Stadtgymnasium Dortmund ab. Erste Erfahrungen als Schauspielerin machte sie in der Schultheater-AG. Nach dem Abitur studierte sie an der Freien Universität Berlin Germanistik und Geschichte, bevor sie ihre Schauspielausbildung am Thomas Bernhard Institut der Universität Mozarteum Salzburg absolvierte. Das erste Theaterengagement führte sie ans Staatstheater Augsburg. An der Universität Augsburg schloss sie auch ihr begonnenes Germanistik-Studium mit dem Magister ab. Weitere Engagements führten sie an das Schauspielhaus Zürich, das Staatstheater Mainz, das Staatstheater Wiesbaden, an das Schauspiel Köln, das Theater Lübeck und an das Staatstheater Nürnberg. Mit den Regisseuren Jan Philipp Gloger, Johanna Wehner und Marco Storman verbindet sie eine langjährige Zusammenarbeit. Außerdem arbeitete sie mit Theaterregisseuren wie Anne Lenk, Bastian Kraft, Tilo Nest, Matthias Fontheim, Markus Trabusch und Uwe Eric Laufenberg. Im Jahr 2020 hatte sie mit ihrer ersten Kino-Hauptrolle im Film Live Premiere auf dem Filmfestival Max-Ophüls-Preis.

## Filmografie (Auswahl)
- 2020: Live
- 2020: Modell Olimpia

## Hörspiele (Auswahl)
- 2018: Viviane Koppelmann, Leonhard Koppelmann: Märchen & Verbrechen: Die Brüder Grimm – Akte 03: Der Wolf oder Das Geiseldrama von Fritzlar (2 Teile) – Regie: Viviane Koppelmann (Original-Hörspiel, Kriminalhörspiel – HR)[3]

## Theater (Auswahl)
- 2007: Emilia Galotti (Emilia Galotti)
- 2008: Was ihr wollt (Viola)
- 2008: König Ödipus (Antigone)
- 2009: Prinz Friedrich von Homburg (Natalie)
- 2010: Einsame Menschen (Anna Mahr)
- 2010: Verbrennungen (Jeanne)
- 2011: Draußen vor der Tür (Das Mädchen)
- 2012: Don Karlos (Königin Elisabeth)
- 2012: Winterreise
- 2012: Krankheit der Jugend (Marie)
- 2013: Biedermann und die Brandstifter (Eisenring)
- 2014: Der Kirschgarten (Warja)
- 2015: Dogville (Liz)
- 2016: Shockheaded Peter (Konrad)
- 2016: Maß für Maß (Isabella)
- 2017: Ab jetzt! (Zoe Mill)
- 2018: Richard III (Königin Elisabeth)
- 2018: Arsen und Spitzenhäubchen (Dr. Einstein)
- 2019: Romulus der Große (Königin Julia)
- 2020: Kabale und Liebe (Lady Milford)
- 2021: Der Zigeunerbaron (Conférence)
- 2022: Alice im Wunderland (Hexe)

## Auszeichnungen
- 2020: Hauptpreis Lichter Filmfest für „Live“
- 2020: Braunschweiger Filmpreis für die beste deutsche Nachwuchsschauspielerin (nominiert)